# Slätskär (vid Tunnhamn, Kimitoön)
Slätskär är en ö i Finland. Den ligger i Skärgårdshavet och i kommunen Kimitoön i landskapet Egentliga Finland, i den sydvästra delen av landet. Ön ligger omkring 60 kilometer söder om Åbo och omkring 160 kilometer väster om Helsingfors.
Öns area är 1,3 hektar och dess största längd är 150 meter i sydöst-nordvästlig riktning. Det finns inga samhällen i närheten.